# Pentax K-3
La Pentax K-3 è una fotocamera reflex digitale professionale ad obiettivi intercambiabili, dotata di un sensore del formato APS-C da circa 24 megapixel, annunciata dalla Ricoh il 7 ottobre 2013.

## Principali novità
Le principali caratteristiche della Pentax K-3, rispetto ai modelli precedenti Pentax K-5, Pentax K5II sono: 
- L'eliminazione del filtro anti-alias (il cui funzionamento, la riduzione dell'effetto moiré, viene all'occorrenza simulato dalla fotocamera applicando delle microvibrazioni al sensore durante la ripresa) che consente di sfruttare in pieno la risoluzione del sensore;
- Un nuovo autofocus, denominato SAFOX 11, dotato di 27 sensori AF, che dovrebbe assicurare prestazioni notevolmente più performanti di quelle delle precedenti reflex della casa.

## Altre caratteristiche
La Pentax K-3 vanta una costruzione a tenuta di polvere ed intemperie grazie alla presenza di 92 guarnizioni. Il mirino a pentaprisma ha una copertura del 100% della scena inquadrata La cadenza di scatto massima è di 8,3 fotogrammi per secondo. La fotocamera ha un doppio slot per l'inserimento di schede Secure Digital ed è compatibile con una scheda Wifi denominata Pentax Flucard che consente di scattare e di scaricare le foto su tablet, smartphone o PC a distanza. Sono possibili le riprese video in full HD con controlli manuali sull'esposizione.